# Neil Innes

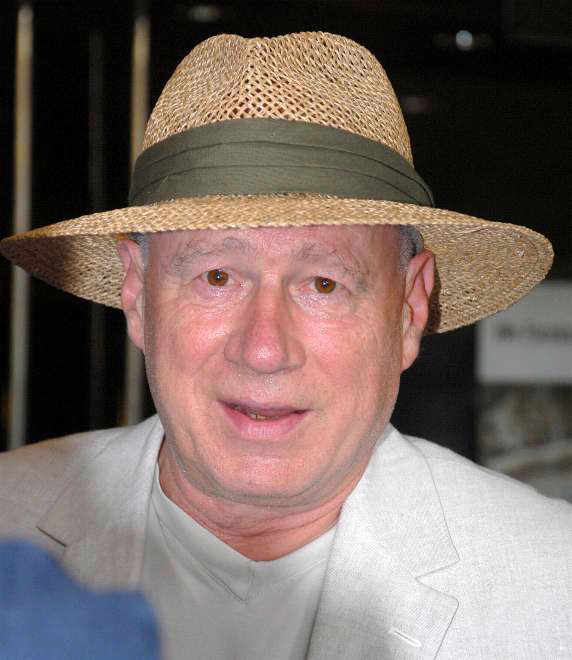
Neil Innes, 2008

Neil Innes (* 9. Dezember 1944 in Danbury, Essex; † 29. Dezember 2019 nahe Toulouse, Frankreich) war ein britischer Musiker und Komponist. Bekannt wurde er durch seine humoristisch-ironischen Kompositionen für die Bonzo Dog Doo-Dah Band und die Rutles.

## Biografie

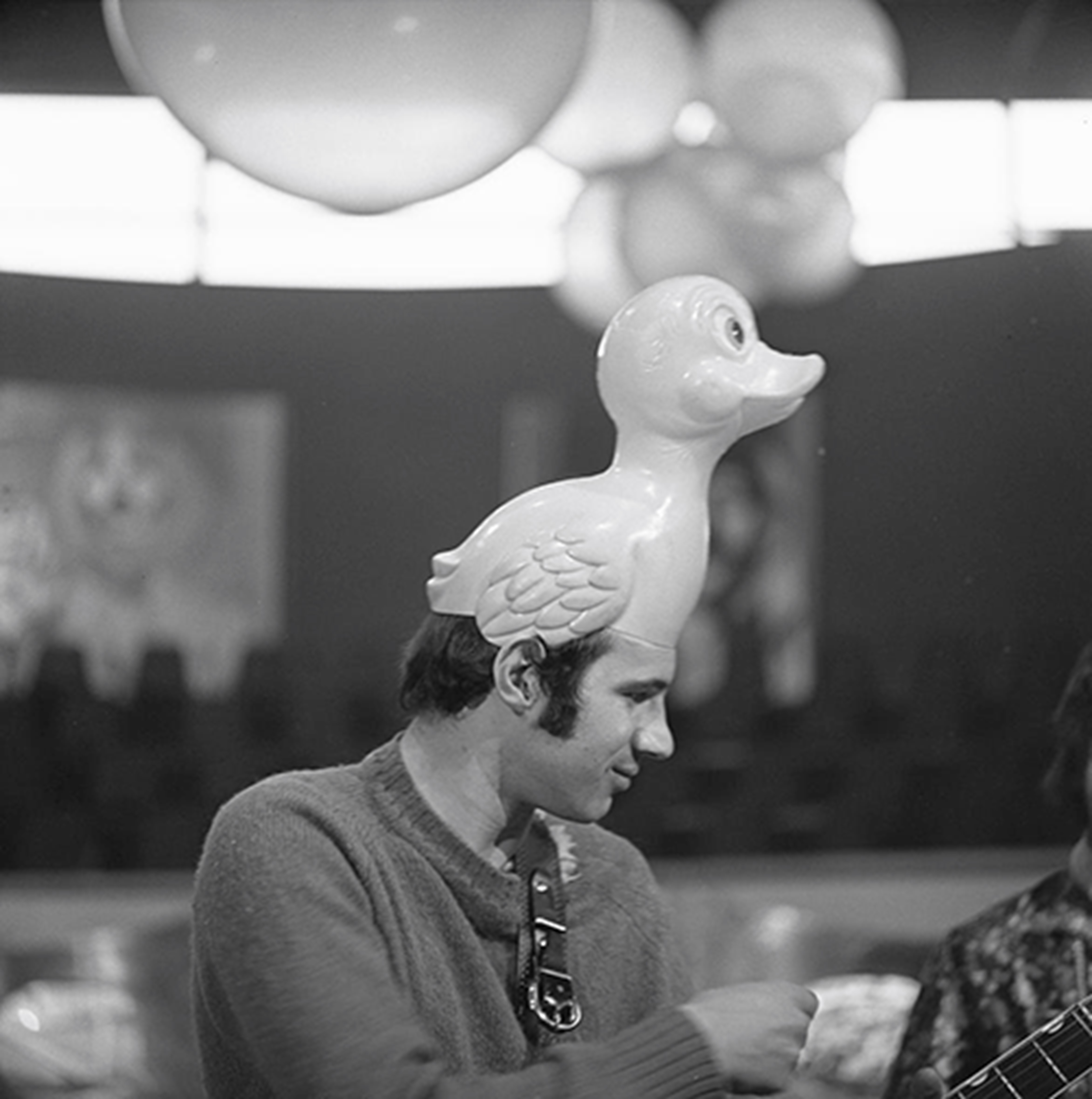
Innes mit der Bonzo Dog Doo-Dah Band, 1968

In den 1960er Jahren war Innes Mitglied der Bonzo Dog Doo-Dah Band, die durch ihren skurrilen Humor auffiel und von vielen als musikalisches Gegenstück zu Monty Python gesehen wurde. Innes schrieb die meisten Stücke der Band, unter anderem auch ihren Hit I’m the Urban Spaceman, der von Paul McCartney unter dem Pseudonym Apollo C. Vermouth produziert wurde.
Ab 1972 war er mit John Gorman, Andy Roberts, Mike McGear, Roger McGough und Vivian Stanshall ein Teil der Comedytruppe und Band Grimms (der Name setzt sich aus den Anfangsbuchstaben der sechs Nachnamen zusammen).
Innes arbeitete zudem an den Projekten der Pythons mit. Er war Komparse und gelegentlicher Songwriter bei Monty Python’s Flying Circus und spielte kleinere Rollen in den Filmen Die Ritter der Kokosnuß und Das Leben des Brian. Auch bei Liveauftritten der Gruppe war er häufig dabei und hatte dort eigene Sketche. Diese Kooperationen brachten ihm den Spitznamen „der siebte Python“ ein.
In den 1970er Jahren erarbeitete Innes zusammen mit Eric Idle eine Fernseh-Comedyserie unter dem Titel Rutland Weekend Television. Teil dieser Serie war die fiktive Band The Rutles, eine Parodie auf die Beatles. Innes komponierte für diese fiktive Band Songs, die sehr „Beatle-esque“ klangen. Die Rutles waren so erfolgreich, dass 1978 ein kompletter Fernsehfilm produziert wurde. Dieser Film (The Rutles – All You Need Is Cash) beschreibt – angelehnt an die Geschichte der Beatles – den Werdegang der Rutles in Form einer Mockumentary. Innes komponierte die Musik für den Film und spielte die Rolle des Ron Nasty, des Gegenstücks zu John Lennon. Eric Idle schlüpfte in die Rolle von Dirk McQuickley (Paul McCartney). 1982 spielte er eine kleine Nebenrolle in Der Missionar. 1989 komponierte Innes die Filmmusik zu Erik der Wikinger. Auch hier gab es wieder eine Verbindung zu den Pythons, denn Terry Jones führte Regie und spielte, ebenso wie John Cleese, eine der Hauptrollen.
2008 wurde der Dokumentarfilm The Seventh Python über das Leben von Neil Innes veröffentlicht. Beteiligt waren unter anderem die Pythons John Cleese, Eric Idle, Terry Jones und Michael Palin. Zu den Mitwirkenden gehörten ferner der Rutles-Schlagzeuger John Halsey, Zeichentrickautor Matt Groening, die Musikerin Aimee Mann und andere. Neil Innes starb 20 Tage nach seinem 75. Geburtstag in der Nähe von Toulouse in Frankreich.

## Filmografie (Auswahl)
- 1982: Der Missionar (The Missionary)
- 1989: Erik der Wikinger (Erik the Viking)

## Diskografie
- als Mitglied von The World: Lucky Planet (1970)
- How Sweet to Be an Idiot (1973)
- als Mitglied von Grimms: Grimms (1972)
- als Mitglied von Grimms: Rocking Duck (1973)
- als Mitglied von Grimms: Sleepers (1976)
- Eric Idle & Neil Innes: Rutland Weekend Songbook (1977)
- Taking Off (1977)
- als Mitglied von The Rutles: The Rutles – All you need is cash (1978)
- Innes Book of Records (1979)
- Off the Record (1982)
- als Mitglied von The Rutles: Archaeology (1996)
- Recollections 1 (2003)
- Recollections 2 (2004)
- Recollections 3 (2004)
- Works in Progress (2005)
- Live at Martyrs (2005)
- Dogman (Kindergeschichte, erzählt von Phill Jupitus, mit fünf Liedern von Neil Innes) (2005)
- Innes Own World – Best Bits – Part One (2010)
- Innes Own World – Best Bits – Part Two (2011)
- Neil Innes & Fatso: Farewell Posterity Tour (Do-CD) (2013)
- als Mitglied von The Rutles: Live + Raw (2014)
- Nearly Really (2019)